# Łumianka
Łumianka – dawna wieś w Polsce. Dawna lokacja znajduje się obecnie w województwie podlaskim, w powiecie siemiatyckim, w gminie Nurzec-Stacja, na samej granicy z Białorusią.
Nazwa nawiązuje do pobliskiej wsi Łumno, obecnie na Białorusi. Najbliższą miejscowością w Polsce są Wyczółki.

## Historia
W okresie międzywojennym Łumianka znajdowała się w powiecie brzeskim województwa poleskiego II Rzeczypospolitej, najpierw w gminie Połowce, następnie (od 1928) w gminie Wysokie Litewskie. 
Po II wojnie światowej przedzielona granicą z ZSRR (BSRR) i zlikwidowana.